# Меники
Меники — деревня в Вологодском районе Вологодской области.
Входит в состав Сосновского сельского поселения, с точки зрения административно-территориального деления — в Сосновский сельсовет.
Расстояние по автодороге до районного центра Вологды — 26 км, до центра муниципального образования Сосновки — 6,5 км. Ближайшие населённые пункты — Терпелка, Новый Источник, Авдотьино, Стризнево, Руново.
По переписи 2002 года население — 1 человек.